# Il segno
(Ingmar Bergman, Il segno)
Il segno (titolo originale De två saliga) è un film per la televisione del 1986 diretto dal regista svedese Ingmar Bergman.

## Trama
Viveka incontra Sune nella cattedrale di Uppsala mentre prega con la testa tra le mani. Si parlano e si chiedono a vicenda se hanno fede in Dio.
I due si trovano quindi su un treno e parlano un po' di sé stessi. Viveka dice di avere una macchia più scura in un occhio, ma che questo non influisce sulla sua vista. Sune le racconta dei suoi genitori, dei suoi studi interrotti, del lavoro intrapreso a quei tempi e ora.
Più tardi i due si trovano a casa di lei, a letto, ed è Viveka che racconta. Si sofferma in particolare sul ricordo di un cuscino che era nella sua casa quando era piccola, sul quale c'era ricamato l'occhio di Dio. La donna chiede a Sune se sia mai stato innamorato e lui risponde che non gli è mai capitato; alla donna che dice che l'amore è ormai scomparso dal mondo, Sune risponde che esso deve per forza esistere, perché non si può vivere senza amore.
Sono passati sette anni e i due, che si sono sposati, sono ancora insieme. Sune, che vuole festeggiare l'anniversario, regala a Viveka una coperta di piume, ma Viveka, che odia i festeggiamenti, mentre Sune non la vede scopre nel pacco una ciocca di capelli biondi e accusa il marito di averla tradita. Sune le giura che non la lascerà mai e ammette di aver sbagliato. Viveka e la sorella Annika, che era andata a trovarla, si scambiano le loro impressioni sulla vita matrimoniale.
Viveka, ormai in preda alla follia, dice al marito che tutte le notti qualcuno fa cadere su di loro dell'arsenico. Appende un ombrello al soffitto e chiede al marito di mettersi come lei gli occhiali neri e di dormire con lei nel ripostiglio. Sune l'accontenta, seguendola nel ripostiglio dove a una parete è appeso il cuscino con l'occhio di Dio.
Dopo due giorni Sune riesce a convincere Viveka che è necessario uscire per andare a comprare qualcosa da mangiare. Quando Sune esce, Viveka, che si tormenta pensando ai suoi tradimenti, afferra un coltello e telefona alla polizia dicendo che il marito vuole ucciderla. La polizia interviene e arresta Viveka che viene condotta in un ospedale. Sune accorre ma non gli lasciano vedere la moglie ed egli cerca di convincere il dottore che Viveka non è pazza e chiede che venga dimessa pronunciato parole che denotano anche in lui la follia.
Tornato a casa si ferisce l'occhio con il manico di legno di un pennello, va all'ospedale e riesce a entrare di nascosto nella camera di Vivaka e, senza che nessuno se ne accorga, la fa uscire dall'ospedale facendole lasciare gli occhiali neri perché sostiene che non ne avrà più bisogno. 
Giunto a casa Sune scrive una lettera al dottore in cui dice: "L'amore non può sopravvivere in questo momento e noi due dobbiamo morire. La morte è la nostra vittoria. Chiediamo di essere sepolti insieme, nella stessa bara". Sune spegne quindi le candele, apre i rubinetti del gas e si sdraia accanto a Viveka in attesa di morire.